# Asterix contra Caesar
Asterix contra Caesar (Astérix et la Surprise de César, 1985) is een Franse animatiefilm uit 1985, gebaseerd op de Asterix-stripreeks. De film werd geregisseerd door Gaëtan Brizzi en Paul Brizzi.

## Verhaal
De film begint met Obelix die verliefd wordt op Walhalla, het nichtje van het dorpshoofd. Zijn hart breekt echter wanneer hij hoort dat ze spoedig zal gaan trouwen met een Galliër genaamd Tragicomix.
Terwijl Tragicomix en Walhalla een wandeling in het bos maken worden ze gevangen door een groep Romeinen geleid door een nieuwe rekruut die graag indruk wil maken op de centurion van het Romeinse kamp. De centurion is echter razend over deze daad omdat hij weet dat de andere Galliërs nu zeker het kamp zullen aanvallen. Daarom stuurt hij Walhalla, Tragicomix en de rekruut naar de verste uithoek van het Romeinse rijk (de Sahara).
Zoals te verwachten vallen de Galliërs het kamp aan en maken het met de grond gelijk. Wanneer ze horen dat Walhalla en Tragicomix zijn afgevoerd naar de Sahara, besluiten Asterix en Obelix hier ook heen te gaan. Om onopvallend te reizen, sluiten ze zich aan bij de Romeinen als nieuwe rekruten.
In de Sahara worden Tragicomix en Walhalla tewerkgesteld als slaven. Ze kunnen ontsnappen, maar worden al snel gevonden en gevangen door een slavenhandelaar die hen verkoopt aan Julius Caesar. Caesar besluit dat de twee Galliërs voor de leeuwen zullen worden gegooid bij de eerstvolgende spelen in Circus Maximus.
Asterix en Obelix ontdekken na een kort verblijf in Egypte dat Tragicomix en Walhalla in Rome zijn, en reizen hier ook naartoe. In Rome wordt het duo al snel opgemerkt door het hoofd van de Gladiatorschool, die wel wat ziet in de twee. Hij beveelt zijn helpers om de twee te vangen. Asterix wordt inderdaad gevangen omdat hij zijn veldfles met toverdrank verliest, maar Obelix weet hem later te bevrijden. Obelix verliest zelf Idéfix, die net als de veldfles van Asterix in een riool belandt.
Asterix en Obelix besluiten toch naar de Gladiatorschool te gaan om zo onopgemerkt Circus Maximus binnen te komen. Tijdens de spelen verstoren de twee de hele show. Wanneer Caesar de leeuwen loslaat, duikt ook onverwacht Idéfix weer op. Hij heeft tevens Asterix’ veldfles bij zich. Asterix en Tragicomix drinken allebei van de drank, waarna ze samen met Obelix de leeuwen verslaan. Obelix rent per ongeluk tegen een pilaar waardoor een derde van het Colosseum instort.
Het volk is blijkbaar zeer onder de indruk van dit optreden, en Caesar derhalve ook. Hij geeft de Galliërs hun vrijheid en een vrije aftocht naar hun dorp. De film eindigt met het gebruikelijke feestmaal in het dorp.

## Rolverdeling
Franse versie:
| Acteur             | Personage           |
| ------------------ | ------------------- |
| Roger Carel        | Asterix             |
| Pierre Tornade     | Obelix              |
| Henri Labussière   | Panoramix / Getafix |
| Serge Sauvion      | Caesar              |
| Pierre Mondy       | Caius               |
| Thierry Ragueneau  | Tragicomix          |
| Michel Barbet      | Centurion Vapetimus |
| Yves Barsacq       | Unhygenix           |
| Séverine Morisot   | Falbala             |
| Danielle Licari    | Falbala (zang)      |
| Jean-Pierre Darras | Vitalstatistix      |

Nederlandse versie:
| Acteur                | Personage     |
| --------------------- | ------------- |
| Reinder van der Naalt | Asterix       |
| Ger Smit              | Obelix        |
| Bram van der Vlugt    | Panoramix     |
| Bram van der Vlugt    | Caesar        |
| Wim van Rooij         | Caius Paffus  |
| Wim van Rooij         | Abraracourcix |
| Fred Butter           | Tragicomix    |
| Fred Butter           | Janjurcus     |
| Lottie Hellingman     | Walhalla      |
| Jan Nonhof            | Opleider      |
| Stan Limburg          | Hassan        |

## Achtergrond
De film wordt door veel fans van de stripreeks gezien als een van de beste Asterix-films. De film introduceert een nieuw Asterix-themalied en betere animatie.
De plot van de film is grotendeels gebaseerd op de strips Asterix als legioensoldaat en Asterix als gladiator. Net als in “Asterix als legioensoldaat” worden Asterix en Obelix Romeinse rekruten om ongezien naar de Sahara te reizen voor een reddingsactie. Verschil met de strip is dat ze in de strip alleen Tragicomix gingen redden, en in de film Tragicomix en Walhalla. Net als in “Asterix als gladiator” reizen Asterix en Obelix naar Rome waar ze gladiatoren worden voor eveneens een reddingsactie, al moesten ze in de strip de bard Kakofonix redden.
De film stond al op de planning toen René Goscinny nog leefde, maar veel rechtszaken verhinderden toen de komst van de film. Toen de film eindelijk uitkwam was Goscinny al overleden, maar op veel punten in de film zijn referenties naar hem verwerkt.
Een boek van de film werd uitgebracht rond dezelfde tijd als de film zelf.

## Prijzen en nominaties
In 1987 won "Asterix contra Caesar" een Golden Screen.

## Trivia
- De scène waar Asterix zijn toverdrank verliest, Idéfix zoekraakt en Asterix bijna verdrinkt in een ondergrondse gevangenis is vermoedelijk de grimmigste scène uit een Asterix-film.
- Hoewel Kakofonix een belangrijk personage was in Asterix als gladiator, heeft hij in deze film enkel een bijrol zonder tekst.
- Op het einde van de film loopt Obelix tegen een muur op, waardoor het halve Colosseum instort. Dit is een verwijzing naar hoe het Colosseum er vandaag de dag bij ligt. Overigens was dit grote amfitheater in Caesars tijd nog niet gebouwd.
- Behalve de verhaallijnen van Asterix als gladiator en Asterix als legioensoldaat bevat de film een hoop figuren die lijken op personages uit andere Asterix-albums:
  - De overijverige onderofficier die Walhalla en Tragicomix gevangenneemt is qua uiterlijk en karakter gelijk aan legionair Janjurcus, uit Asterix op Corsica
  - De centurio die Walhalla en Tragicomix naar Afrika stuurt heeft het uiterlijk Pierre Tchernia, die wel vaker een cameo in Asterix-albums had.
  - Bij de internationale rekruten in Condatum zijn de Griek en Egyptenaar verwijderd, maar er is een Iberiër in hun plaats gekomen.
  - De centurio in het kamp in Noord-Afrika heeft het uiterlijk van centurio Aerobus uit De intrigant. Zijn griezelige rechterhand lijkt op Appius Eucalyptus uit Asterix en de Helvetiërs.
  - De slavenhandelaar Hassan, die Tragicomix en Walhalla in Rome verkoopt, heeft hetzelfde uiterlijk als Verramsj (in oude vertalingen Epidemaïs) uit Asterix als gladiator en De odyssee van Asterix. Asterix en Obelix zijn hem echter nadrukkelijk minder gunstig gezind en hoewel ze hem kennen lijken ze geen vrienden.
  - Op de slavenmarkt in Rome zien we slavenhandelaar Tiffanus uit De lauwerkrans van Caesar. De breiende slaaf die hij verkoopt heeft het uiterlijk van Nogalfix uit De strijd van de stamhoofden.